# SupremeSAT
A SupremeSAT (Pvt) Ltd. é o primeiro e único operador de satélite do Sri Lanka. Tem parceria com a instituição de fabricação de satélites da China, a estatal Corporação Industrial Grande Muralha da China (CGWIC).

## História
A empresa assinou um acordo de investimento com o Conselho de Investimento do Sri Lanka em 23 de maio de 2012, com uma meta de investimento de mais de 320 milhões de dólares estadunidense. Foi programado para a SupremeSAT (Pvt) Ltd. lançar o primeiro satélite de comunicações na posição orbital planejado do Sri Lanka de 50 graus de longitude leste. O satélite que seria chamado SupremeSat 2 (originalmente denominado de SupremeSat 3) estava programado para fornecer todos os tipos de serviços de telecomunicações para o Sri Lanka, bem como para o resto da Ásia, Oriente Médio e África Oriental. Entretanto, o projeto do satélite acabou sendo suspendido.
Sendo uma parte do Supreme Group, a SupremeSAT chegou a entrar em um acordo de parceria exclusiva com a estatal chinesa Corporação Industrial Grande Muralha da China para o projeto, fabricação e lançamento do satélite. A SupremeSAT tinha outros planos para a criação de uma estação terrestre de satélite no Sri Lanka e, também, de avançar com o projeto de criação do mais sofisticado "Space City" do Sul da Ásia que consiste na "Space Academy" para o benefício de jovens cidadãos do país que desejasse ter uma oportunidade de trabalhar no setor espacial global.

## Satélites
| Satélite     | Fabricante          | Data do lançamento     | Veículo de lançamento | Estado    | Nota                                             |
| ------------ | ------------------- | ---------------------- | --------------------- | --------- | ------------------------------------------------ |
| SupremeSat 1 | Thales Alenia Space | 27 de novembro de 2012 | Longa Marcha 3B/G2    | Ativo     | Também conhecido por ZX-12, ChinaSat 12 e ZX-15A |
| SupremeSat 2 | CAST                |                        | Longa Marcha 3B/G2    | Cancelado | [ 2 ] [ 5 ]                                      |